# Скриня (дует)
Дует «Скриня» — дует заслужених артистів України Марії і Володимира Лобураків, які працюють у жанрі популярної пісні.

## Біографічна довідка
Марія Миколаївна Лобурак народилася 28 серпня (за іншими даними 18 вересня) 1955 року в селі Карапчеві Вижницького району Чернівецької області.
Закінчила Чернівецьке училище мистецтв імені Сидора Воробкевича, а потім — Інститут мистецтв Прикарпатського національного університету імені Василя Стефаника(1991).
Володимир Миколайович Лобурак народився 23 жовтня 1962 року в селі Раківчику Коломийського району Івано-Франківської області.
Закінчив Івано-Франківський педагогічний інститут ім. В. Стефаника (1985).
У 1990 році Марія та Володимир одружилися.
Подружжя Лобураків живе у Чернівцях.

## Творчість
Перший вихід дуету «Скриня» на сцену відбувся 1988 року на концерті до Дня машинобудівника (м. Чернівці).
У 2004 році обоє стали Заслуженими артистами України.
Артисти виступали в Польщі, Румунії, Німеччині, Угорщині, Болгарії, Росії, країнах колишньої Югославії.
У репертуарі пісні Володимира Івасюка, Павла Дворського, Олександра Тищенка, Василя Михайлюка, Олега Харитонова, Мар'яна Гаденка, Богдана Кучера, Теодора Кукурузи на слова Степана Галябарди, Вадима Крищенка, Тамари Севернюк, Миколи Бакая, Петра Маги, Ганни Дущак, Миколи Юрійчука, Валерії Сєрової.

## Доробок
Аудіоальбоми:
- «Закохані» (1997);
- «Хай піснями квітне Україна» (збірник) (1998);
- «Музика любові» (2001);
- «Залишайся назавжди в моїх обіймах» (2003);
- «Музика любові» (промо CD) (2007).

Музичні фільми:
- «Співає „Скриня“» (1992);
- «Мелодія для двох» (1996).

Кліпи:
- «Закохані» (1996);
- «Бережімо любов» (2000).

Упорядники популярних нотних видань:
- «Пісенний килим Василя Михайлюка» (2001);
- «Народна скарбівня» (2005).

Марія і Володимир — учасники акції «У космосі співає Україна».

## Відзнаки
- Заслужені артисти України (2004) — Марія і Володимир;
- Медаль «Двадцять років незалежності України» (2010) — Марія Лобурак;
- Медаль «За віру та мужність» (Української спілки ветеранів Афганістану) — Володимир Лобурак;

Лауреати всеукраїнських та міжнародних фестивалів:
- «Червона рута» (Чернівці, 1991);
- «Доля» (Чернівці, 1992);
- «Веселка» (м. Загонь, Угорщина, 1994);
- «Пісенний вернісаж» (Київ, 2010);
- Республіканський радіофестиваль.